# Список банков, лишённых лицензии в 2015 году (Россия)

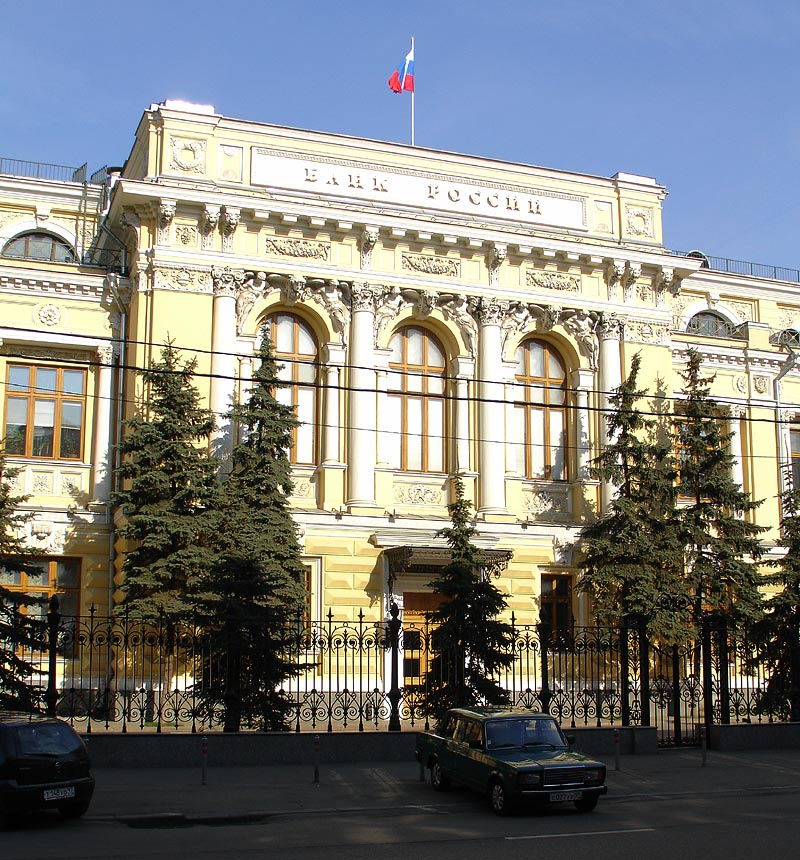
Здание Центрального Банка России на Неглинной улице

В список включены все кредитные организации России, у которых в 2015 году была отозвана или аннулирована лицензия на осуществление банковской деятельности.
В 2015 году Центральным Банком России были отозваны лицензии у 93 кредитных организаций, из которых 88 лицензии были отозваны у банков и 5 — у небанковских кредитных организаций; кроме того, у 11 кредитных организаций лицензии были аннулированы. Больше всего кредитных организаций лишились лицензий в ноябре и июле, так в ноябре было отозвано 17 лицензий, а в июле — 13. Меньше всего в феврале и марте — 2 в феврале и 3 в марте.
По сравнению с 2014 годом увеличилось количество организаций, лицензии у которых были отозваны в связи с их неудовлетворительным финансовым положением. Так, существенно увеличилось количество отзывов лицензий по причине утраты капитала — 29 организаций (это составляет 31 %) против 14 (16 %) в 2014 году. Однако, стоит отметить, что доля отзывов лицензий, связанных с устойчивой неплатежеспособностью, сократилась вдвое — 13 организаций (14 %) в 2015 году против 26 организаций (30 %) в 2014 году. Количество кредитных организаций, лишившихся лицензии по причине вовлечения в деятельность по отмыванию преступных доходов и незаконному выводу денежных средств за рубеж, осталось на уровне 2014 года — 37 организации (40 %) против 36 организаций (42 %) в 2014 году.
Крупнейшими кредитными организациями, закрывшимися в 2015 году, стали: «Банк Российский Кредит», «Пробизнесбанк», «Судостроительный банк» и банк «Транспортный». При этом, отзыв лицензии у «Банка Российский Кредит» повлек за собой закрытие пяти пенсионных фондов, у двух пенсионных фондов в связи с закрытием банка также возникли проблемы. После банкротства банка «Транспортный» поднимался вопрос о том, что у Агентства по страхованию вкладов может не хватить средств для погашения задолженности перед вкладчиками банка, однако позже средства удалось найти.

## Легенда
Список разбит на четыре раздела по кварталам 2015 года. Внутри разделов организации отсортированы по месяцам, внутри месяца по датам закрытия, внутри одной даты по номеру документа об отзыве или аннулировании лицензии.
Таблица:
- Дата — дата отзыва/аннулирования лицензии.
- Приказ — номер приказа или иного документа об отзыве/аннулировании лицензии.
- Регион — населённый пункт или регион регистрации банка.
- АСВ — является ли кредитная организация участником системы страхования вкладов.
- Причины — основные причины отзыва или аннулирования лицензии.

Сокращения:
- 115-ФЗ — Федеральный закон от 7 августа 2001 года № 115-ФЗ «О противодействии легализации (отмыванию) доходов, полученных преступным путем, и финансированию терроризма».
- АБ — акционерный банк.
- АКБ — акционерный коммерческий банк.
- АО — акционерное общество.
- ЗАО — закрытое акционерное общество.
- ИАБ — инвестиционный акционерный банк.
- КБ — коммерческий банк.
- КБСР — коммерческий банк социального развития.
- МКБ — межрегиональный коммерческий банк.
- НДКО — небанковская депозитно-кредитная организация.
- НКО — небанковская кредитная организация.
- ОАО — открытое акционерное общество.
- ООО — общество с ограниченной ответственностью.
- ПАО — публичное акционерное общество.
- РНКО — расчетная небанковская кредитная организация.

Выделение строк цветом:
- — выделение светло-зелёным цветом означает, что лицензия организации была аннулирована.
- — выделение светло-жёлтым цветом означает, что лицензия организации была отозвана.

## 1 квартал
В разделе приведены все кредитные организации, у которых в 1-м квартале 2015 года была отозвана или аннулирована лицензия.
| Наименование                                                      | Основ. | Лиц.   | Дата       | Приказ        | Регион    | АСВ | Причина | Прим.         |
| ----------------------------------------------------------------- | ------ | ------ | ---------- | ------------- | --------- | --- | --- | ------------- |
| Январь                                                            |        |        |            |               |           |     | |               |
| ООО «Региональный корпоративный банк»                             | 1990   | 1134   | 15.01.2015 | 2157700033423 | Москва    | Да  | Присоединён к ООО КБ «Регнум» | [ 10 ] [ 11 ] |
| ООО КБ «Интеркапитал-Банк»                                        | 1994   | 2706   | ОД-62      | 20.01.2015    | Саранск   | Нет | Неисполнение федеральных законов, регулирующих банковскую деятельность, и нормативных актов Банка России. Неоднократное нарушение требований Федерального закона № 115-ФЗ. Проведение сомнительных операций по выводу денежных средств за рубеж в крупных объёмах. | [ 12 ] [ 13 ] |
| АО АКБ «Адам Интернэшнл»                                          | 1993   | 2232   | ОД-64      | 20.01.2015    | Махачкала | Да  | Неоднократное нарушение требований Федерального закона № 115-ФЗ. Проведение сомнительных операций с наличными денежными средствами. | [ 14 ] [ 15 ] |
| АО «Ваш Личный Банк» («ВЛБАНК»)                                   | 1990   | 1222   | 29.01.2015 | ОД-187        | Усть-Кут  | Да  | Неисполнение федеральных законов, регулирующих банковскую деятельность, и нормативных актов Банка России. Неспособность удовлетворить требования кредиторов по денежным обязательствам.                                                                            | [ 16 ] [ 17 ] |
| ООО КБ «Академический Русский Банк» («АкадемРусБанк»)             | 1990   | 622    | 29.01.2015 | ОД-189        | Москва    | Нет | Неисполнение федеральных законов, регулирующих банковскую деятельность, и нормативных актов Банка России. Существенная недостоверность отчетности. Неспособность удовлетворить требования кредиторов по денежным обязательствам.                                   | [ 18 ] [ 19 ] |
| Февраль                                                           |        |        |            |               |           |     | |               |
| ЗАО «Фреско банк»                                                 | 1991   | 1415   | 03.02.2015 | 2157700040320 | Москва    | Нет | Присоединён к ЗАО АКБ «Город» | [ 20 ] [ 21 ] |
| ООО «Сургутский Центральный коммерческий банк»                    | 1990   | 684    | 11.02.2015 | ОД-327        | Сургут    | Да  | Неисполнение федеральных законов, регулирующих банковскую деятельность, и нормативных актов Банка России. Недостаточный размер собственных средств. | [ 22 ] [ 23 ] |
| ООО КБ «Судостроительный банк» («СБ Банк»)                        | 1994   | 2999   | 16.02.2015 | ОД-366        | Москва    | Да  | Неисполнение федеральных законов, регулирующих банковскую деятельность, и нормативных актов Банка России. Существенная недостоверность отчетности. Недостаточный размер собственных средств.                                                                       | [ 24 ] [ 25 ] |
| Март                                                              |        |        |            |               |           |     | |               |
| ООО НКО «Дельта Кей»                                              | 2012   | 3513-К | 06.03.2015 | ОД-528        | Москва    | Нет | Неоднократное нарушение требований Федерального закона № 115-ФЗ. Проведение сомнительных операций с наличными денежными средствами в крупных объёмах. | [ 26 ] [ 27 ] |
| ОАО «Конгресс-Банк»                                               | 1993   | 2330   | 24.03.2015 | ОД-615        | Махачкала | Нет | Неисполнение федеральных законов, регулирующих банковскую деятельность, и нормативных актов Банка России. Недостаточный размер собственных средств. | [ 28 ] [ 29 ] |
| ООО Дагестанский коммерческий энергетический банк «Дагэнергобанк» | 1996   | 3286   | 24.03.2015 | ОД-617        | Махачкала | Нет | Неисполнение федеральных законов, регулирующих банковскую деятельность, и нормативных актов Банка России. Существенная недостоверность отчетности. | [ 30 ] [ 31 ] |

## 2 квартал

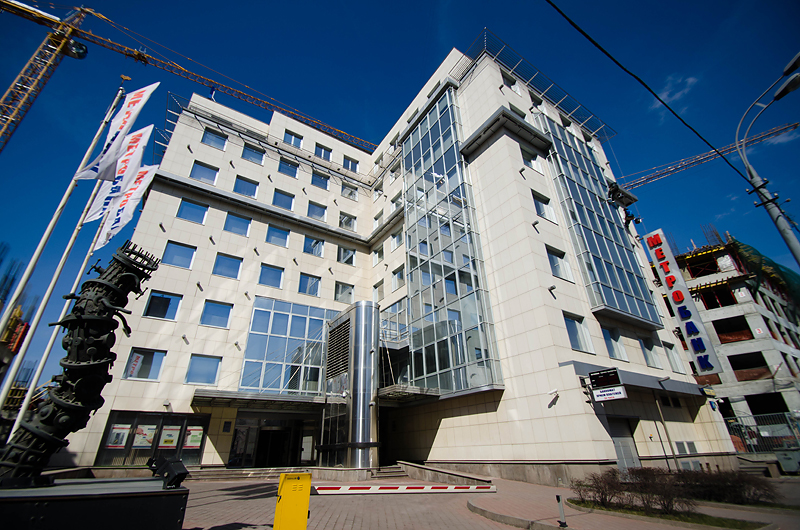
Головной офис «Метробанка» в Москве
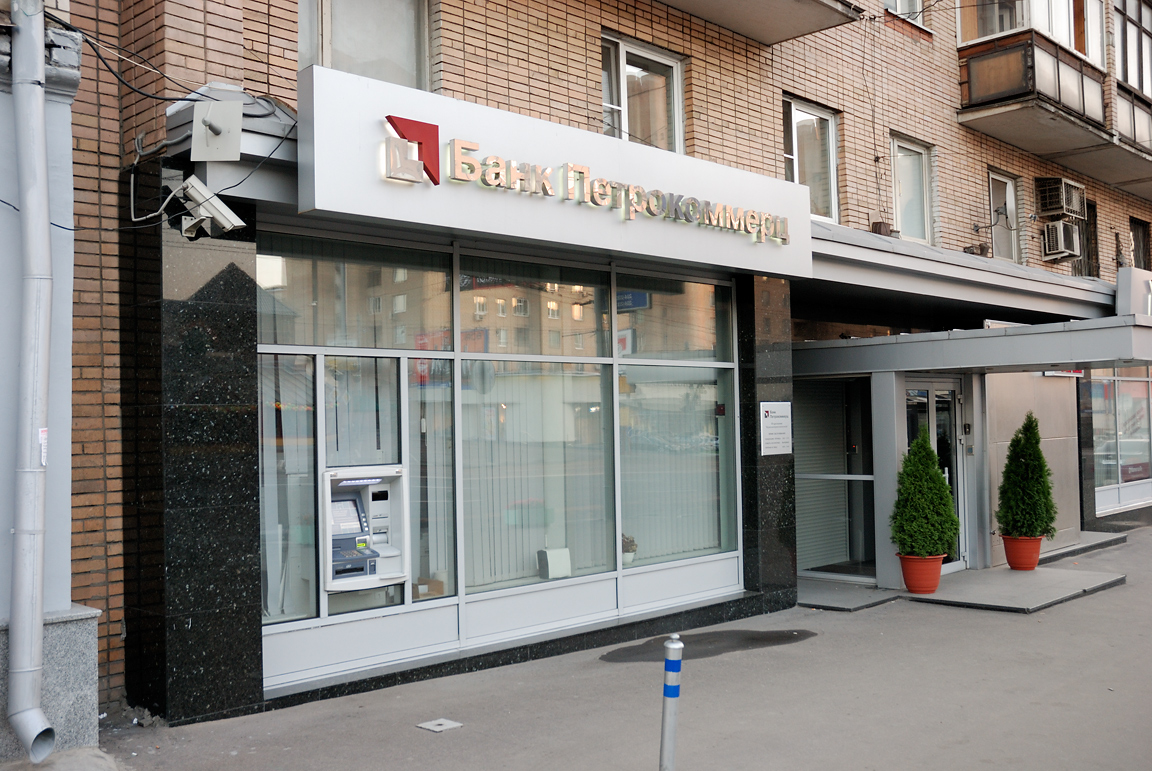
Отделение банка «Петрокоммерц» в Москве

В разделе приведены все кредитные организации, у которых во 2-м квартале 2015 года была отозвана или аннулирована лицензия.
| Наименование                                               | Основ. | Лиц.   | Дата       | Приказ        | Регион          | АСВ | Причина | Прим.         |
| ---------------------------------------------------------- | ------ | ------ | ---------- | ------------- | --------------- | --- | --- | ------------- |
| Апрель                                                     |        |        |            |               |                 |     | |               |
| ООО Банк «Тандем» («ТандемБанк»)                           | 1992   | 1951   | 02.04.2015 | ОД-699        | Москва          | Нет | Неисполнение федеральных законов, регулирующих банковскую деятельность, и нормативных актов Банка России. Существенная недостоверность отчётности. Неспособность удовлетворить требования кредиторов по денежным обязательствам. | [ 32 ] [ 33 ] |
| ЗАО «Промышленный сберегательный банк» («Промсбербанк»)    | 1990   | 1043   | 02.04.2015 | ОД-701        | Подольск        | Да  | Неисполнение федеральных законов, регулирующих банковскую деятельность, и нормативных актов Банка России. Низкая достаточность капитала банка. Недостаточный размер собственных средств. | [ 34 ] [ 35 ] |
| ОАО «Тихоокеанский Внешторгбанк»                           | 1991   | 1378   | 13.04.2015 | ОД-783        | Южно-Сахалинск  | Да  | Неисполнение федеральных законов, регулирующих банковскую деятельность, и нормативных актов Банка России. Низкая достаточность капитала банка. Недостаточный размер собственных средств. | [ 36 ] [ 37 ] |
| ООО КБ «Транснациональный банк»                            | 1992   | 2108   | 13.04.2015 | ОД-785        | Москва          | Да  | Неисполнение федеральных законов, регулирующих банковскую деятельность, и нормативных актов Банка России. Существенная недостоверность отчетности. | [ 38 ] [ 39 ] |
| ЗАО «ИпоТек Банк»                                          | 1994   | 2794   | 13.04.2015 | ОД-787        | Москва          | Да  | Неисполнение федеральных законов, регулирующих банковскую деятельность, и нормативных актов Банка России. | [ 40 ] [ 41 ] |
| ОАО «Ганзакомбанк»                                         | 1992   | 1734   | 17.04.2015 | ОД-831        | Санкт-Петербург | Нет | Неисполнение федеральных законов, регулирующих банковскую деятельность, и нормативных актов Банка России. Неоднократное нарушение требований Федерального закона № 115-ФЗ. | [ 42 ] [ 43 ] |
| ООО «Идеалбанк»                                            | 2008   | 3491   | 17.04.2015 | ОД-833        | Москва          | Нет | Неисполнение федеральных законов, регулирующих банковскую деятельность, и нормативных актов Банка России. Недостаточный размер собственных средств. | [ 44 ] [ 45 ] |
| АО «Таурус Банк»                                           | 1990   | 655    | 24.04.2015 | ОД-886        | Москва          | Да  | Неисполнение федеральных законов, регулирующих банковскую деятельность, и нормативных актов Банка России. | [ 46 ] [ 47 ] |
| ООО КБ «Единственный»                                      | 1994   | 3187   | 24.04.2015 | ОД-888        | Москва          | Да  | Неисполнение федеральных законов, регулирующих банковскую деятельность, и нормативных актов Банка России. Неоднократное нарушение требований Федерального закона № 115-ФЗ. | [ 48 ] [ 49 ] |
| Май                                                        |        |        |            |               |                 |     | |               |
| ООО «Плато-банк»                                           | 1992   | 2071   | 13.05.2015 | ОД-1039       | Екатеринбург    | Да  | Неисполнение федеральных законов, регулирующих банковскую деятельность, и нормативных актов Банка России. Недостаточный размер собственных средств. | [ 50 ] [ 51 ] |
| ЗАО «Строительно-Коммерческий Банк» («СтройКомБанк»)       | 1994   | 3050   | 13.05.2015 | ОД-1041       | Санкт-Петербург | Да  | Неоднократное нарушение требований Федерального закона № 115-ФЗ. | [ 52 ] [ 53 ] |
| АО КБ «Траст Капитал Банк»                                 | 1994   | 2741   | 13.05.2015 | ОД-1043       | Москва          | Нет | Неисполнение федеральных законов, регулирующих банковскую деятельность, и нормативных актов Банка России. Неоднократное нарушение требований Федерального закона № 115-ФЗ. | [ 54 ] [ 55 ] |
| ООО КБ «Транспортный»                                      | 1994   | 3174   | 20.05.2015 | ОД-1105       | Москва          | Да  | Неисполнение федеральных законов, регулирующих банковскую деятельность, и нормативных актов Банка России. Низкая достаточность капитала банка. Недостаточный размер собственных средств. | [ 56 ] [ 57 ] |
| АО «Профессионал Банк» («ПроБанк»)                         | 1993   | 2471   | 20.05.2015 | ОД-1107       | Москва          | Да  | Неоднократное нарушение требований Федерального закона № 115-ФЗ. | [ 58 ] [ 59 ] |
| АО КБСР «Бумеранг»                                         | 1990   | 1002   | 20.05.2015 | ОД-1109       | Череповец       | Да  | Неисполнение федеральных законов, регулирующих банковскую деятельность, и нормативных актов Банка России. Неспособность удовлетворить требования кредиторов по денежным обязательствам. | [ 60 ] [ 61 ] |
| Июнь                                                       |        |        |            |               |                 |     | |               |
| ОАО «Акционерный Сибирский Нефтяной банк» («Сибнефтебенк») | 1991   | 385    | 01.06.2015 | ОД-1206       | Тюмень          | Да  | Неисполнение федеральных законов, регулирующих банковскую деятельность, и нормативных актов Банка России. Низкая достаточность капитала банка. Недостаточный размер собственных средств. | [ 62 ] [ 63 ] |
| ООО КБ «ОПМ-Банк»                                          | 1994   | 2734   | 01.06.2015 | ОД-1208       | Москва          | Да  | Неисполнение федеральных законов, регулирующих банковскую деятельность, и нормативных актов Банка России. Существенная недостоверность отчётности. | [ 64 ] [ 65 ] |
| АО «Метробанк»                                             | 1993   | 2548   | 01.06.2015 | ОД-1210       | Москва          | Да  | Неисполнение федеральных законов, регулирующих банковскую деятельность, и нормативных актов Банка России. Несвоевременное исполнение обязательств перед кредиторами и вкладчиками. Наличие реальной угрозы интересам кредиторов и вкладчиков.                                                                                          | [ 66 ] [ 67 ] |
| АО «Республиканский социальный коммерческий банк» («РСКБ») | 1992   | 2050   | 10.06.2015 | ОД-1293       | Москва          | Да  | Неисполнение федеральных законов, регулирующих банковскую деятельность, и нормативных актов Банка России. Несвоевременное исполнение обязательств перед кредиторами. | [ 68 ] [ 69 ] |
| ООО НКО «Евроинвест»                                       | 2001   | 3383-К | 10.06.2015 | ОД-1295       | Москва          | Нет | Неисполнение федеральных законов, регулирующих банковскую деятельность, и нормативных актов Банка России. Неоднократное нарушение требований Федерального закона № 115-ФЗ. | [ 70 ] [ 71 ] |
| ООО КБ «Инвест-Экобанк»                                    | 1992   | 1956   | 10.06.2015 | ОД-1297       | Санкт-Петербург | Нет | Неисполнение федеральных законов, регулирующих банковскую деятельность, и нормативных актов Банка России. Неоднократное нарушение требований Федерального закона № 115-ФЗ. | [ 72 ] [ 73 ] |
| АО КБ «Восточно-Европейский Трастовый Банк» («ВЕТБ»)       | 1993   | 2253   | 10.06.2015 | ОД-1313       | Москва          | Да  | Решение уполномоченных органов кредитных организаций о прекращении их деятельности в порядке ликвидации. | [ 74 ] [ 75 ] |
| ОАО КБ «Петрокоммерц»                                      | 1992   | 1776   | 15.06.2015 | 2157700108476 | Москва          | Нет | Решение уполномоченных органов кредитных организаций о прекращении их деятельности в порядке ликвидации. | [ 76 ] [ 77 ] |
| ОАО АКБ «Лефко-банк»                                       | 1991   | 1605   | 16.06.2015 | 2157700108949 | Москва          | Нет | Решение уполномоченных органов кредитных организаций о прекращении их деятельности в порядке ликвидации. | [ 78 ] [ 79 ] |
| ООО КБ «Инвестиционный Союз»                               | 1990   | 637    | 19.06.2015 | ОД-1394       | Москва          | Да  | Неисполнение федеральных законов, регулирующих банковскую деятельность, и нормативных актов Банка России. Неоднократное нарушение требований Федерального закона № 115-ФЗ. | [ 80 ] [ 81 ] |
| ПАО АКБ «Азимут»                                           | 1994   | 3154   | 19.06.2015 | ОД-1396       | Москва          | Да  | Неисполнение федеральных законов, регулирующих банковскую деятельность, и нормативных актов Банка России. | [ 82 ] [ 83 ] |
| ООО Мирнинский коммерческий банк «МАК-Банк»                | 1990   | 1088   | 22.06.2015 | 2157700114328 | Москва          | Нет | Решение уполномоченного органа кредитной организации о прекращении её деятельности в порядке ликвидации. | [ 84 ] [ 85 ] |
| ОАО КБ «МАСТ-Банк»                                         | 1995   | 3267   | 24.06.2015 | ОД-1436       | Москва          | Да  | Неисполнение федеральных законов, регулирующих банковскую деятельность, и нормативных актов Банка России. Существенная недостоверность отчётности. Неоднократное нарушение требований Федерального закона № 115-ФЗ. Низкая достаточность капитала банка. Неспособность удовлетворить требования кредиторов по денежным обязательствам. | [ 86 ] [ 87 ] |
| ПАО КБ «ТЭСТ»                                              | 2003   | 3440   | 24.06.2015 | ОД-1438       | Москва          | Нет | Неисполнение федеральных законов, регулирующих банковскую деятельность, и нормативных актов Банка России. Неоднократное нарушение требований Федерального закона № 115-ФЗ. Низкая достаточность капитала банка. | [ 88 ] [ 89 ] |

- Головной офис «Метробанка» 
в Москве
- Отделение банка «Петрокоммерц»
в Москве

## 3 квартал
В разделе приведены все кредитные организации, у которых в 3-м квартале 2015 года была отозвана или аннулирована лицензия.
| Наименование                                                                    | Основ. | Лиц.   | Дата       | Приказ        | Регион               | АСВ | Причина | Прим.           |
| ------------------------------------------------------------------------------- | ------ | ------ | ---------- | ------------- | -------------------- | --- | --- | --------------- |
| Июль                                                                            |        |        |            |               |                      |     | |                 |
| АО Банк «Клиентский»                                                            | 1993   | 2324   | 03.07.2015 | ОД-1545       | Москва               | Да  | Неисполнение федеральных законов, регулирующих банковскую деятельность, и нормативных актов Банка России. Неоднократное нарушение требований Федерального закона № 115-ФЗ. | [ 90 ] [ 91 ]   |
| ООО КБ «Старый Кремль»                                                          | 1994   | 2657   | 03.07.2015 | ОД-1547       | Москва               | Да  | Неисполнение федеральных законов, регулирующих банковскую деятельность, и нормативных актов Банка России. Неоднократное нарушение требований Федерального закона № 115-ФЗ. | [ 92 ] [ 93 ]   |
| АО КБ «Гагаринский»                                                             | 1990   | 606    | 03.07.2015 | ОД-1549       | Москва               | Да  | Неисполнение федеральных законов, регулирующих банковскую деятельность, и нормативных актов Банка России. Неоднократное нарушение требований Федерального закона № 115-ФЗ. | [ 94 ] [ 95 ]   |
| ПАО АКБ «Эно»                                                                   | 1992   | 1988   | 03.07.2015 | ОД-1551       | Краснодар            | Да  | Неисполнение федеральных законов, регулирующих банковскую деятельность, и нормативных актов Банка России. Неоднократное нарушение требований Федерального закона № 115-ФЗ. | [ 96 ] [ 97 ]   |
| ООО КБ «Еврокапитал-Альянс»                                                     | 2005   | 3459   | 07.07.2015 | 2150500034221 | Переславль-Залесский | Нет | Решение уполномоченного органа кредитной организации о прекращении её деятельности в порядке ликвидации | [ 98 ] [ 99 ]   |
| АО АБ «Алданзолотобанк»                                                         | 1990   | 854    | 10.07.2015 | ОД-1635       | Алдан                | Да  | Неисполнение федеральных законов, регулирующих банковскую деятельность, и нормативных актов Банка России. Неоднократное нарушение требований Федерального закона № 115-ФЗ. | [ 100 ] [ 101 ] |
| ПАО «Аделантбанк»                                                               | 1992   | 1835   | 10.07.2015 | ОД-1637       | Москва               | Нет | Неоднократное нарушение требований Федерального закона № 115-ФЗ. | [ 102 ] [ 103 ] |
| ПАО «Геленджик-Банк»                                                            | 1990   | 790    | 17.07.2015 | ОД-1697       | Геленджик            | Да  | Неисполнение федеральных законов, регулирующих банковскую деятельность, и нормативных актов Банка России. | [ 104 ] [ 105 ] |
| ПАО АКБ «Объединенный банк промышленных инвестиций» («ОБПИ»)                    | 1993   | 2626   | 21.07.2015 | ОД-1721       | Москва               | Да  | Неисполнение федеральных законов, регулирующих банковскую деятельность, и нормативных актов Банка России. Неоднократное нарушение требований Федерального закона № 115-ФЗ. Существенная недостоверность отчётности. Неспособность удовлетворить требования кредиторов по денежным обязательствам.  | [ 106 ] [ 107 ] |
| ПАО «Тайм Банк»                                                                 | 1994   | 3120   | 21.07.2015 | ОД-1723       | Москва               | Да  | Неисполнение федеральных законов, регулирующих банковскую деятельность, и нормативных актов Банка России. | [ 108 ] [ 109 ] |
| АО НДКО «Агентство кредитных гарантий»                                          | 2014   | 3526-Д | 23.07.2015 | 2157700134194 | Москва               | Нет | Сведения о причинах аннулирования лицензии отсутствуют. | [ 110 ] [ 111 ] |
| ПАО «АМБ Банк»                                                                  | 1994   | 3036   | 24.07.2015 | ОД-1770       | Москва               | Да  | Неисполнение федеральных законов, регулирующих банковскую деятельность, и нормативных актов Банка России. Наличие реальной угрозы интересам кредиторов и вкладчиков. | [ 112 ] [ 113 ] |
| ЗАО «Мосстройэкономбанк» («М Банк»)                                             | 1990   | 948    | 24.07.2015 | ОД-1772       | Москва               | Да  | Неисполнение федеральных законов, регулирующих банковскую деятельность, и нормативных актов Банка России. Наличие реальной угрозы интересам кредиторов и вкладчиков. | [ 114 ] [ 115 ] |
| ОАО «Банк Российский Кредит»                                                    | 1991   | 324    | 24.07.2015 | ОД-1774       | Москва               | Да  | Неисполнение федеральных законов, регулирующих банковскую деятельность, и нормативных актов Банка России. Наличие реальной угрозы интересам кредиторов и вкладчиков. Существенная недостоверность отчётности. Наличие реальной угрозы интересам кредиторов и вкладчиков                            | [ 116 ] [ 117 ] |
| ПАО КБ «Тульский Промышленник»                                                  | 1993   | 2382   | 27.07.2015 | ОД-1790       | Тула                 | Да  | Неисполнение федеральных законов, регулирующих банковскую деятельность, и нормативных актов Банка России. Существенная недостоверность отчётности. Неоднократное нарушение требований Федерального закона № 115-ФЗ. Низкая достаточность капитала банка. Недостаточный размер собственных средств. | [ 118 ] [ 119 ] |
| Август                                                                          |        |        |            |               |                      |     | |                 |
| АО РНКО «Финансово-расчетный центр» («ФРЦ»)                                     | 1997   | 3319-Р | 03.08.2015 | ОД-1919       | Астрахань            | Нет | Неисполнение федеральных законов, регулирующих банковскую деятельность, и нормативных актов Банка России. Неоднократное нарушение требований Федерального закона № 115-ФЗ. | [ 120 ] [ 121 ] |
| ООО КБ «Банк Расчетов и Сбережений»                                             | 1993   | 2617   | 03.08.2015 | ОД-1915       | Москва               | Да  | Неоднократное нарушение требований Федерального закона № 115-ФЗ. | [ 122 ] [ 123 ] |
| АО АКБ «Далетбанк»                                                              | 1994   | 3049   | 03.08.2015 | ОД-1917       | Москва               | Да  | Неоднократное нарушение требований Федерального закона № 115-ФЗ. | [ 124 ] [ 125 ] |
| АО НКО «Зеленокумская»                                                          | 1990   | 1239-Д | 03.08.2015 | ОД-1932       | Зеленокумск          | Нет | Решение уполномоченного органа кредитной организации о прекращении её деятельности в порядке ликвидации. | [ 126 ] [ 127 ] |
| ОАО АКБ «Пробизнесбанк»                                                         | 1993   | 2412   | 12.08.2015 | ОД-2071       | Москва               | Нет | Неисполнение федеральных законов, регулирующих банковскую деятельность, и нормативных актов Банка России. Низкая достаточность капитала банка. Недостаточный размер собственных средств. | [ 128 ] [ 129 ] |
| АО «Далта-Банк»                                                                 | 1991   | 142    | 21.08.2015 | ОД-2233       | Владивосток          | Нет | Неоднократное нарушение требований Федерального закона № 115-ФЗ. | [ 130 ] [ 131 ] |
| ООО РНКО «МГБ»                                                                  | 1994   | 2866-К | 21.08.2015 | ОД-2235       | Махачкала            | Да  | Неисполнение федеральных законов, регулирующих банковскую деятельность, и нормативных актов Банка России. Неоднократное нарушение требований Федерального закона № 115-ФЗ. | [ 132 ] [ 133 ] |
| ПАО АКБ «Европейский банк развития металлургической промышленности» («ЕВРОМЕТ») | 1994   | 2902   | 27.08.2015 | ОД-2268       | Москва               | Да  | Неисполнение федеральных законов, регулирующих банковскую деятельность, и нормативных актов Банка России. Низкая достаточность капитала банка. Недостаточный размер собственных средств. | [ 134 ] [ 135 ] |
| ООО КБ «Бизнес для Бизнеса» («БДБ»)                                             | 1990   | 1060   | 27.08.2015 | ОД-2270       | Ядрин                | Да  | Неисполнение федеральных законов, регулирующих банковскую деятельность, и нормативных актов Банка России. Неоднократное нарушение требований Федерального закона № 115-ФЗ. | [ 136 ] [ 137 ] |
| Сентябрь                                                                        |        |        |            |               |                      |     | |                 |
| АО «Нерюнгрибанк»                                                               | 1990   | 825    | 04.09.2015 | 2157400046384 | Нерюнгри             | Нет | Сведения о причинах аннулирования лицензии отсутствуют. | [ 138 ] [ 139 ] |
| ПАО КБ «Смолевич»                                                               | 1990   | 1121   | 08.09.2015 | ОД-2371       | Рославль             | Да  | Неисполнение федеральных законов, регулирующих банковскую деятельность, и нормативных актов Банка России. Низкая достаточность капитала банка. Недостаточный размер собственных средств. | [ 140 ] [ 141 ] |
| ООО КБ «Профит Банк»                                                            | 1995   | 3234   | 08.09.2015 | ОД-2373       | Москва               | Нет | Неисполнение федеральных законов, регулирующих банковскую деятельность, и нормативных актов Банка России. | [ 142 ] [ 143 ] |
| ООО КБ «Адмиралтейский»                                                         | 1994   | 3054   | 11.09.2015 | ОД-2405       | Москва               | Да  | Неисполнение федеральных законов, регулирующих банковскую деятельность, и нормативных актов Банка России. Неоднократное нарушение требований Федерального закона № 115-ФЗ. | [ 144 ] [ 145 ] |
| АО АКБ «Тусар» («ТусарБанк»)                                                    | 1994   | 2712   | 18.09.2015 | ОД-2480       | Москва               | Да  | Высокорискованная кредитная политика. Отсутствие резервов на возможные потери. Низкая достаточность капитала банка. Неисполнение обязательств перед вкладчиками. | [ 146 ] [ 147 ] |
| АО «Зернобанк»                                                                  | 1993   | 2337   | 24.09.2015 | ОД-2534       | Барнаул              | Да  | Неисполнение федеральных законов, регулирующих банковскую деятельность, и нормативных актов Банка России. Несвоевременное исполнение обязательств перед кредиторами. | [ 148 ] [ 149 ] |
| ООО КБ «Анталбанк»                                                              | 1994   | 3115   | 24.09.2015 | ОД-2536       | Москва               | Да  | Неисполнение федеральных законов, регулирующих банковскую деятельность, и нормативных актов Банка России. | [ 150 ] [ 151 ] |

|                                   |
| Офис «Пробизнесбанка» в Ярославле |

## 4 квартал
В разделе приведены все кредитные организации, у которых в 4-м квартале 2015 года была отозвана или аннулирована лицензия.
| Наименование                                                  | Основ. | Лиц.   | Дата       | Приказ        | Регион          | АСВ | Причина | Прим.           |
| ------------------------------------------------------------- | ------ | ------ | ---------- | ------------- | --------------- | --- | --- | --------------- |
| Октябрь                                                       |        |        |            |               |                 |     | |                 |
| АО КБ «Инвестрастбанк» («ИТБ»)                                | 1994   | 3128   | 06.10.2015 | ОД-2658       | Москва          | Да  | Неисполнение федеральных законов, регулирующих банковскую деятельность, и нормативных актов Банка России. Неоднократное нарушение требований Федерального закона № 115-ФЗ. | [ 152 ] [ 153 ] |
| ОАО АКБ «Развития лесной промышленности» («Лесбанк»)          | 1991   | 1598   | 06.10.2015 | ОД-2660       | Москва          | Да  | Неисполнение федеральных законов, регулирующих банковскую деятельность, и нормативных актов Банка России. Наличие реальной угрозы интересам кредиторов и вкладчиков. | [ 154 ] [ 155 ] |

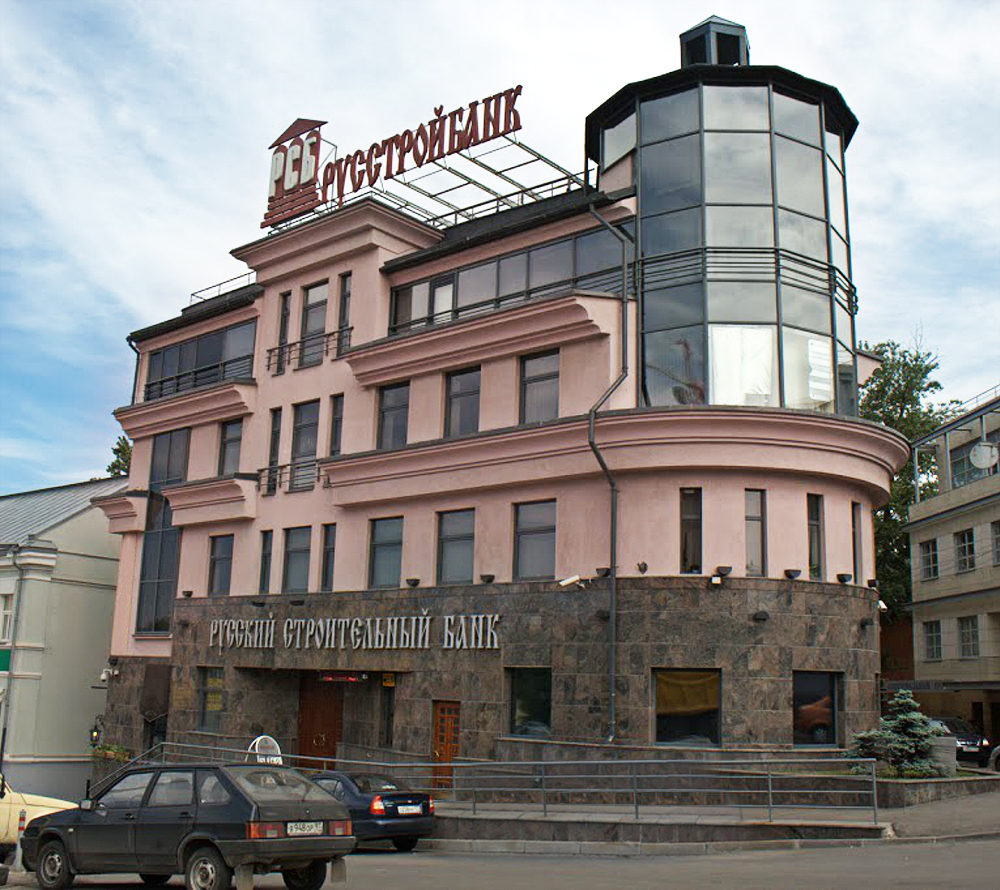
Головной офис «Русстройбанк» в Большом Дровяном переулке в Москве
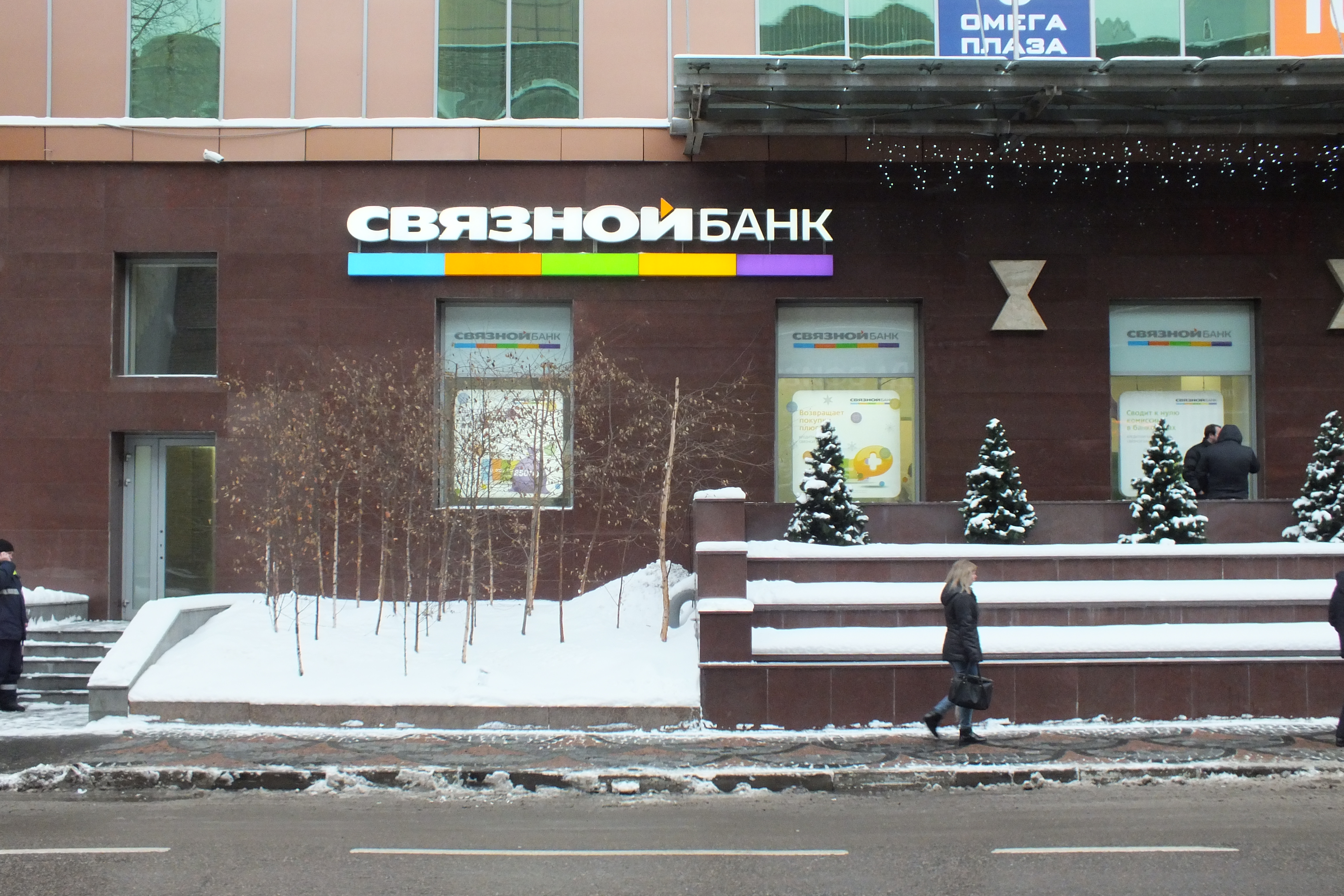
Связной Банк в московском бизнес-центре «Омега Плаза» (улица Ленинская Слобода)

| ООО «Объединенный национальный банк»                          | 1992   | 2074   | 06.10.2015 | ОД-2662       | Нижний Новгород | Да  | Неоднократное нарушение требований Федерального закона № 115-ФЗ, а также нормативных актов Банка России, изданных в соответствии с этим законом. | [ 156 ] [ 157 ] |
| ОАО Банк «Содружество»                                        | 1994   | 2923   | 16.10.2015 | ОД-2832       | Москва          | Да  | Неисполнение федеральных законов, регулирующих банковскую деятельность, и нормативных актов Банка России. Низкая достаточность капитала банка. Недостаточный размер собственных средств. | [ 158 ] [ 159 ] |
| ЗАО КБ «Лада-Кредит»                                          | 1994   | 2668   | 16.10.2015 | ОД-2834       | Москва          | Да  | Неисполнение федеральных законов, регулирующих банковскую деятельность, и нормативных актов Банка России. Низкая достаточность капитала банка. Недостаточный размер собственных средств. | [ 160 ] [ 161 ] |
| ООО «Леноблбанк»                                              | 1990   | 1003   | 16.10.2015 | ОД-2836       | Всеволожск      | Да  | Неисполнение федеральных законов, регулирующих банковскую деятельность, и нормативных актов Банка России. Неоднократное нарушение требований Федерального закона № 115-ФЗ, а также нормативных актов Банка России, изданных в соответствии с этим законом. Низкая достаточность капитала банка. Недостаточный размер собственных средств. | [ 162 ] [ 163 ] |
| ПАО КБ «Еврокоммерц»                                          | 1992   | 1777   | 23.10.2015 | ОД-2889       | Москва          | Да  | Неисполнение федеральных законов, регулирующих банковскую деятельность, и нормативных актов Банка России. Неоднократное нарушение требований Федерального закона № 115-ФЗ, а также нормативных актов Банка России, изданных в соответствии с этим законом. Низкая достаточность капитала банка. Недостаточный размер собственных средств. | [ 164 ] [ 165 ] |
| АО АКБ «Гринфилд» («Гринфилдбанк»)                            | 1994   | 2711   | 23.10.2015 | ОД-2891       | Москва          | Да  | Неисполнение федеральных законов, регулирующих банковскую деятельность, и нормативных актов Банка России. Низкая достаточность капитала банка. Недостаточный размер собственных средств. | [ 166 ] [ 167 ] |
| ООО КБ «Доверие, Равноправие и Сотрудничество» («ДОРИС БАНК») | 1991   | 1679   | 23.10.2015 | ОД-2893       | Москва          | Да  | Неисполнение федеральных законов, регулирующих банковскую деятельность, и нормативных актов Банка России. Низкая достаточность капитала банка. Недостаточный размер собственных средств. | [ 168 ] [ 169 ] |
| АО Банк «Инвестиционный капитал»                              | 1993   | 2377   | 26.10.2015 | 2157700194056 | Уфа             | Нет | Присоединён к ПАО «Бинбанк» | [ 170 ] [ 171 ] |
| Ноябрь                                                        |        |        |            |               |                 |     | |                 |
| ЗАО АКБ «Бенифит-банк»                                        | 1995   | 3229   | 02.11.2015 | ОД-2979       | Москва          | Да  | Неисполнение федеральных законов, регулирующих банковскую деятельность, и нормативных актов Банка России. Наличие реальной угрозы интересам кредиторов и вкладчиков. | [ 172 ] [ 173 ] |
| ООО «Джаст Банк»                                              | 2011   | 3503   | 02.11.2015 | ОД-2981       | Москва          | Нет | Неисполнение федеральных законов, регулирующих банковскую деятельность, и нормативных актов Банка России. | [ 174 ] [ 175 ] |
| ООО КБ «Богородский муниципальный банк» («БМБ»)               | 1994   | 2992   | 02.11.2015 | ОД-2983       | Ногинск         | Да  | Неисполнение федеральных законов, регулирующих банковскую деятельность, и нормативных актов Банка России. Неоднократное нарушение требований Федерального закона № 115-ФЗ, а также нормативных актов Банка России, изданных в соответствии с этим законом. Неспособность удовлетворить требования кредиторов по денежным обязательствам.  | [ 176 ] [ 177 ] |
| ПАО «Агроинвестиционный коммерческий банк» («АГРОИНКОМБАНК»)  | 1992   | 1946   | 02.11.2015 | ОД-2985       | Астрахань       | Да  | Неисполнение федеральных законов, регулирующих банковскую деятельность, и нормативных актов Банка России. Низкая достаточность капитала банка. Недостаточный размер собственных средств. | [ 178 ] [ 179 ] |
| АО КБ «Русский Славянский банк» («Банк РСБ 24»)               | 1990   | 1073   | 10.11.2015 | ОД-3095       | Москва          | Да  | Неисполнение федеральных законов, регулирующих банковскую деятельность, и нормативных актов Банка России. Неоднократное нарушение требований Федерального закона № 115-ФЗ. | [ 180 ] [ 181 ] |
| ПАО «Региональный банк развития» («РБР»)                      | 1994   | 2782   | 10.11.2015 | ОД-3097       | Москва          | Да  | Неисполнение федеральных законов, регулирующих банковскую деятельность, и нормативных актов Банка России. Существенная недостоверность отчетности. Неспособность удовлетворить требования кредиторов по денежным обязательствам. | [ 182 ] [ 183 ] |
| ООО КБ «Региональный Банк Сбережений» («РБС»)                 | 2001   | 3367   | 10.11.2015 | ОД-3099       | Москва          | Да  | Неисполнение федеральных законов, регулирующих банковскую деятельность, и нормативных актов Банка России. Низкая достаточность капитала банка. Недостаточный размер собственных средств. | [ 184 ] [ 185 ] |
| ООО КБ «Межрегионбанк» («МРБ»)                                | 1990   | 1059   | 10.11.2015 | ОД-3101       | Москва          | Да  | Неисполнение федеральных законов, регулирующих банковскую деятельность, и нормативных актов Банка России. Низкая достаточность капитала банка. Недостаточный размер собственных средств. | [ 186 ] [ 187 ] |
| ООО НКО «Тор Кредит»                                          | 2009   | 3497-Д | 10.11.2015 | ОД-3103       | Москва          | Нет | Низкая достаточность капитала банка. Недостаточный размер собственных средств. | [ 188 ] [ 189 ] |
| АО АКБ «Носта» («НСТ-Банк»)                                   | 1992   | 1738   | 16.11.2015 | ОД-3179       | Новотроицк      | Да  | Неисполнение федеральных законов, регулирующих банковскую деятельность, и нормативных актов Банка России. Наличие реальной угрозы интересам кредиторов и вкладчиков. | [ 190 ] [ 191 ] |
| АО «Банк Город»                                               | 1994   | 2644   | 16.11.2015 | ОД-3182       | Москва          | Да  | Неисполнение федеральных законов, регулирующих банковскую деятельность, и нормативных актов Банка России. Неспособность удовлетворить требования кредиторов по денежным обязательствам. | [ 192 ] [ 193 ] |
| ООО КБ «Витязь»                                               | 1994   | 2890   | 16.11.2015 | ОД-3184       | Москва          | Да  | Неисполнение федеральных законов, регулирующих банковскую деятельность, и нормативных актов Банка России. Низкая достаточность капитала банка. Недостаточный размер собственных средств. Неспособность удовлетворить требования кредиторов по денежным обязательствам.                                                                    | [ 194 ] [ 195 ] |
| ОАО КБ «Максимум»                                             | 1990   | 466    | 23.11.2015 | ОД-3273       | Волгодонск      | Да  | Неисполнение федеральных законов, регулирующих банковскую деятельность, и нормативных актов Банка России. Наличие реальной угрозы интересам кредиторов и вкладчиков. | [ 196 ] [ 197 ] |
| ООО «Самарский ипотечно-земельный банк» («ИПОЗЕМбанк»)        | 1994   | 3026   | 24.11.2015 | ОД-3286       | Самара          | Нет | Неисполнение федеральных законов, регулирующих банковскую деятельность, и нормативных актов Банка России. Неоднократное нарушение требований Федерального закона № 115-ФЗ, а также нормативных актов Банка России, изданных в соответствии с этим законом.                                                                                | [ 198 ] [ 199 ] |
| ПАО АКБ «Балтика»                                             | 1990   | 967    | 24.11.2015 | ОД-3288       | Москва          | Да  | Неисполнение федеральных законов, регулирующих банковскую деятельность, и нормативных актов Банка России. Наличие реальной угрозы интересам кредиторов и вкладчиков. | [ 200 ] [ 201 ] |
| АО «Связной банк»                                             | 1992   | 1961   | 24.11.2015 | ОД-3290       | Москва          | Да  | Неисполнение федеральных законов, регулирующих банковскую деятельность, и нормативных актов Банка России. Низкая достаточность капитала банка. Недостаточный размер собственных средств. | [ 202 ] [ 203 ] |
| ПАО «НОТА-Банк»                                               | 1994   | 2913   | 24.11.2015 | ОД-3292       | Москва          | Да  | Неисполнение федеральных законов, регулирующих банковскую деятельность, и нормативных актов Банка России. Низкая достаточность капитала банка. Недостаточный размер собственных средств. | [ 204 ] [ 205 ] |
| Декабрь                                                       |        |        |            |               |                 |     | |                 |
| ООО КБ «Еврокредит»                                           | 1994   | 2957   | 04.12.2015 | ОД-3464       | Москва          | Да  | Неисполнение федеральных законов, регулирующих банковскую деятельность, и нормативных актов Банка России. Низкая достаточность капитала банка. Недостаточный размер собственных средств. | [ 206 ] [ 207 ] |
| ООО КБ «ФДБ»                                                  | 1994   | 3071   | 04.12.2015 | ОД-3466       | Москва          | Нет | Неисполнение федеральных законов, регулирующих банковскую деятельность, и нормативных актов Банка России. Низкая достаточность капитала банка. Недостаточный размер собственных средств. | [ 208 ] [ 209 ] |
| ООО «Дил-банк»                                                | 2001   | 3384   | 14.12.2015 | ОД-3588       | Москва          | Да  | Неисполнение федеральных законов, регулирующих банковскую деятельность, и нормативных актов Банка России. Низкая достаточность капитала банка. Недостаточный размер собственных средств. | [ 210 ] [ 211 ] |
| ООО КБ «Ренессанс»                                            | 1992   | 1939   | 14.12.2015 | ОД-3590       | Москва          | Да  | Неисполнение федеральных законов, регулирующих банковскую деятельность, и нормативных актов Банка России. Низкая достаточность капитала банка. | [ 212 ] [ 213 ] |
| ООО «Коммерческий банк развития» («КБР Банк»)                 | 2001   | 3364   | 14.12.2015 | ОД-3592       | Москва          | Да  | Неисполнение федеральных законов, регулирующих банковскую деятельность, и нормативных актов Банка России. Неоднократное нарушение нормативных актов Банка России, изданных в соответствии с Федеральным законом № 115-ФЗ. Наличие реальной угрозы интересам кредиторов и вкладчиков.                                                      | [ 214 ] [ 215 ] |
| АО «Русский Строительный банк» («Русстройбанк»)               | 1995   | 3205   | 18.12.2015 | ОД-3659       | Москва          | Да  | Неисполнение федеральных законов, регулирующих банковскую деятельность, и нормативных актов Банка России. Неспособность удовлетворить требования кредиторов по денежным обязательствам. | [ 216 ] [ 217 ] |

- Головной офис «Русстройбанк»
в Большом Дровяном переулке в Москве
- Связной Банк в московском бизнес-центре
«Омега Плаза» (улица Ленинская Слобода)

## Статистика

### Закрытие по месяцам
| Закрытие по месяцам | Закрытие по месяцам | Закрытие по месяцам | Закрытие по месяцам | Закрытие по месяцам |
| Месяц               |                     |                     |                     | Количество          |
| ------------------- | ------------------- | ------------------- | ------------------- | ------------------- |
| Январь              |                     |                     | 5                   |                     |
| Февраль             |                     |                     | 3                   |                     |
| Март                |                     |                     | 3                   |                     |
| Апрель              |                     |                     | 9                   |                     |
| Май                 |                     |                     | 6                   |                     |
| Июнь                |                     |                     | 14                  |                     |
| Июль                |                     |                     | 15                  |                     |
| Август              |                     |                     | 9                   |                     |
| Сентябрь            |                     |                     | 7                   |                     |
| Октябрь             |                     |                     | 10                  |                     |
| Ноябрь              |                     |                     | 17                  |                     |
| Декабрь             |                     |                     | 6                   |                     |

### Комментарии
1. ↑  По инициативе Банка России, согласно требований статьи 20 Федерального закона «О банках и банковской деятельности».
2. ↑  По инициативе собственников компании или в порядке её реорганизации.
3. ↑  Пенсионные фонды «Солнце. Жизнь. Пенсия», «Адекта-Пенсия», «Уралоборонзаводский», «Солнечное время» и «Защита будущего».
4. ↑  Пенсионные фонды «Сберфонд солнечный берег» и «Сберегательный».
5. ↑  В ряде источников указана другая дата ликвидации банка — 15 апреля 2016 года, однако сведения о деятельности организации после 10 июня 2015 года отсутствуют.
6. ↑  В ряде источников указана другая дата ликвидации банка — 23 августа 2016 года, однако сведения о деятельности организации после 3 июля 2004 года отсутствуют.